# Corrosão galvânica

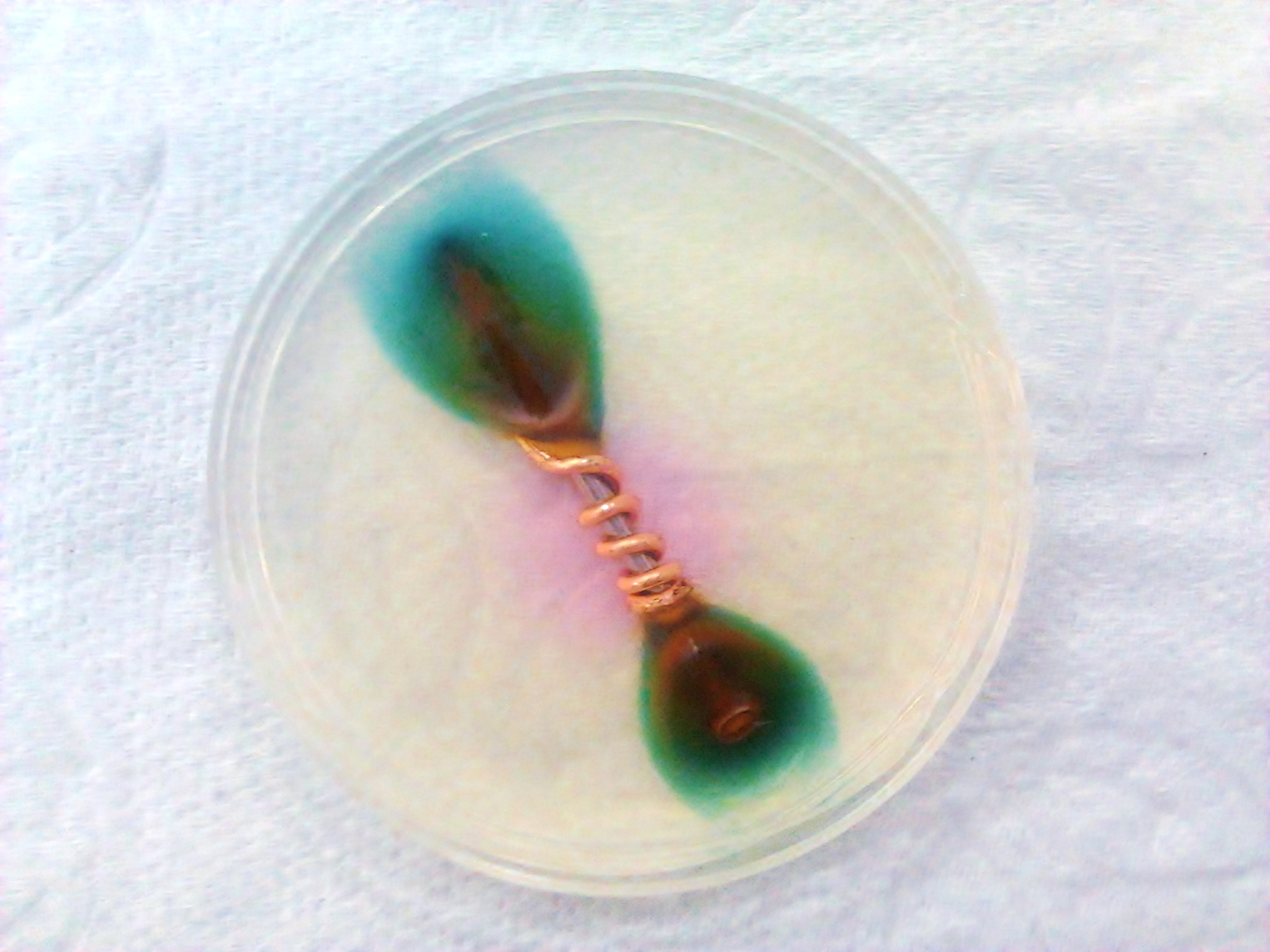
Corrosão de um prego de aço envolvido num fio de cobre, mostrando a proteção catódica do Cobre

A Corrosão Galvânica é um processo eletroquímico no qual um metal corrói preferencialmente a outro, quando ambos se encontram com contacto elétrico e na presença de um electrólito. Este fenomeno é usado nas baterias para gerar corrente eléctrica.

## Generalidades
Metais dissimilares e ligas metálicas possuem potenciais de electrodo diferentes e quando dois ou mais metais entram em contacto num electrólito, um dos metais age como um ânodo e o outro como um cátodo. A diferença electro potencial entre os metais dissimilares é a força motriz para um ataque acelerado no membro anódico deste par galvânico. O metal do ânodo dissolve-se no electrólito e o metal do cátodo recebe depósitos.
O electrólito fornece o meio para a migração de íons  onde os íons metálicos movem-se do ânodo para o cátodo. Isto leva a que o metal do ânodo se corroa mais depressa que o normal, enquanto a corrosão do cátodo é inibida. A presença de um electrólito e de um caminho para a condução de electricidade entre os metais é essencial para que a corrosão galvânica ocorra.
Em alguns casos, este tipo de reacção é encorajada intencionalmente. Por exemplo, pilhas eléctricas de baixo custo contém células de Zinco-Carbono, como parte de um circuito eléctrico fechado. O Zinco dentro da célula corrói-se preferencialmente sendo dessa maneira que gera a corrente eléctrica. Outro exemplo é a proteção catódica de estruturas submersas. Neste caso Ânodos de sacrifício fazem par galvânico com o metal da estrutura, promovendo a corrosão do ânodo, enquanto protegem o metal do cátodo (Estrutura  metálica).
Noutras situações, tais como a mistura de metais em tubagens (Cobre, ferro fundido, latão), a corrosão galvânica fará acelerar a corrosão de partes do sistema. A utilização de inibidores de corrosão como o Nitrito de sódio ou o Molibdato de sódio injectados no sistema podem reduzir o potencial galvânico. No entanto, a aplicação destes produtos tem de ser objecto de um controlo apertado. S a aplicação de inibidores de corrosão aumenta a condutibilidade da água dentro do sistema, o potencial de corrosão galvânica aumentará exponencialmente.
A acidez ou alcalinidade (pH) é também uma consideração a ter no que toca aos sistemas circulatórios bimetálicos de circuito fechado. Se o pH e as doses de inibidores de corrosão forem incorrectas, a corrosão galvânica será acelerada. Na maioria dos sistemas AVAC, a utilização de ânodos ou cátodos de sacrifício não é uma opção a ter em conta, porque teriam que ser aplicados dentro da canalização e ao longo do tempo, corroer-se-iam libertando partículas que poderiam causar danos mecânicos nas bombas de circulação, permutadores de calor, etc. .

## Exemplos de Corrosão Galvânica
Um exemplo comum de corrosão galvânica é o enferrujamento de chapa ondulada, que se dissemina quando o revestimento protector de zinco é quebrado e o substrato de aço fica exposto sendo atacado. O zinco é atacado preferencialmente por ser um metal menos nobre que o aço, mas assim que é consumido, a enferrujamento do metal base pode ocorrer. Pelo contrário, com uma Lata, revestida a Estanho o efeito oposto ocorre: porque o revestimento de Estanho, ao ser mais nobre que o aço (material base), ao ser quebrado, vai fazer com que o aço seja preferencialmente atacado.

### Estátua da Liberdade

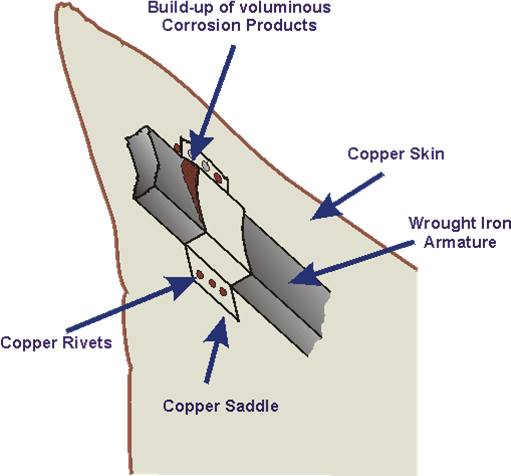
Corrosão Galvânica na Estátua da Liberdade

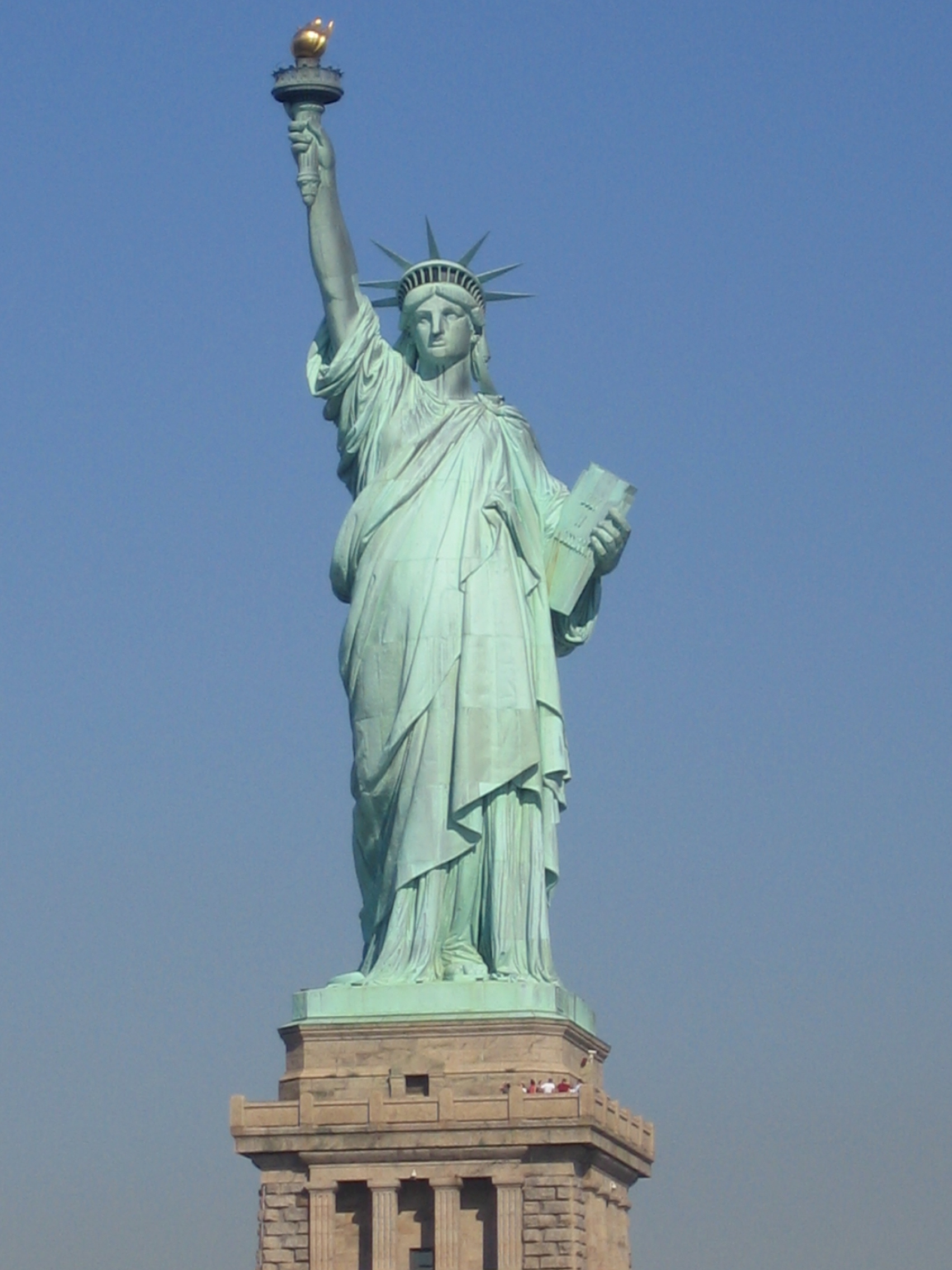
A Manutenção periódica descobriu que a Estátua da Liberdade sofria de corrosão galvânica

Um exemplo espectacular de corrosão galvânica, ocorreu na Estátua da Liberdade quando os trabalhos regulares de manutenção periódica, nos anos 80 do século XX, revelaram a existência de corrosão, entre as chapas do revestimento exterior de cobre e a estrutura de suporte interior de ferro forjado. Apesar de o problema ter sido antecipado em 1880. quando a estrutura foi construída por Gustave Eiffel seguindo o projecto de to Frédéric Bartholdi, a camada de isolamento de Goma-laca entre os dois metais, desapareceu com o passar dos anos, resultando na corrosão dos apoios em ferro forjado. Apesar de a sua intergidade estrutural não estar em causa, devido a ser um dos símbolos dos Estados Unidos, a estátua sofreu um extenso programa de restauro que passou pela sua desmontagem integral, e substituição do isolamento original por placas de Teflon. .

### HMS Alarm
No Século XVII, em Inglaterra, Samuel Pepys, então, secretário do Almirantado, concordou com a remoção do revestimento de Chumbo dos navios da Marinha Real, para prevenir a misteriosa desintegração dos ferros e pregos do leme, embora ele próprio se tenha confessado perplexo quanto à razão com que o Chumbo causou a corrosão. .
O problema voltou a aparecer quando os navios foram revestidos com placas de Cobre para reduzir o ataque do caruncho do mar e outros moluscos. Numa experiência em 1761, a Marinha real Britânica revestiu o casco da Fragata de 32 canhões HMS Alarm com chapas de cobre. Depois do regresso da sua viagem às Índias Ocidentais, verificou-se que o revestimento de cobre continuava em excelentes condições e que tinha efectivamente impedido o desenvolvimento do caruncho. No entanto, este revestimento tinha-se separado do casco em vários locais, porque os pregos de ferro, que fixavam o revestimento ao casco, “… tinham-se dissolvido numa pasta ferrugenta”. No entanto, e para grande surpresa dos inspectores, alguns dos pregos de ferro encontravam-se perfeitamente intactos. Uma posterior inspecção mais detalhada revelou que havia papel resistente à água, preso entre a cabeça do prego e o revestimento de cobre. Nos locais onde este isolamento era perfeito, o prego estava intacto. As chapas de cobre, tinham sido entregues ao estaleiro embrulhadas neste papel e para agilizar a construção, muitas das chapas foram montadas sem que o papel de embrulho tenha sido removido. A conclusão, apresentada ao almirantado em 1763, foi que o Ferro e o Cobre nunca poderiam estar em contacto directo quando imersos em água do mar. .

### Navio de Combate Litoral USS Independence
Neste navio, USS Independence (LCS-2), um dos mais recentes da Marinha dos Estados Unidos, foi detectada um problema grave de corrosão galvânica, causada pelos sistemas de propulsão de jacto de água, construídos em aço, ligados, sem qualquer isolamento electrico, ao casco em alumínio o qual provocou uma corrosão galvânica agressiva nos propulsores. .

### Célula de Lasanha
Uma Célula de Lasanha é uma pilha eléctrica construída acidentalmente quando uma comida húmida e salgada é armazenada num recipiente de aço (como uma forma) e coberta com folha de alumínio. Após algumas horas, a folha de Alumínio desenvolve buracos nas zonas em que toca a Lasanha, e a superficie da comida fica com resíduos da corrosão do alumínio. .
Neste exemplo, a comida salgada (Lasanha) é o electrólito, a folha de Alumínio é o ânodo e o recipiente de aço é o cátodo. Se a folha de Alumínio apenas toca na comida em pouca áreas, a corrosão galvânica é concentrada e a corrosão do Alumínio pode ocorrer muito rapidamente.

## Prevenção da Corrosão Galvânica

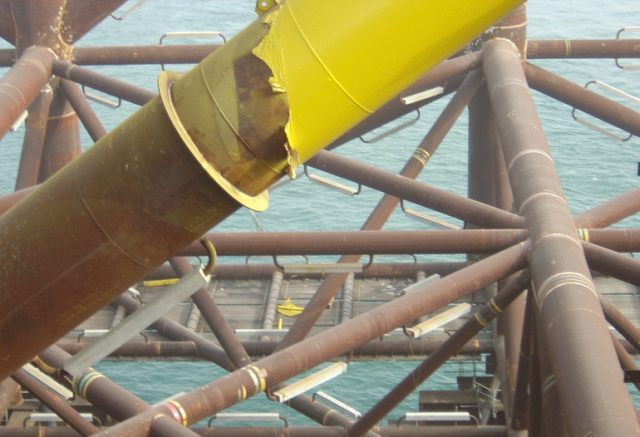
ânodos de Alumínio montados numa estrutura off-shore

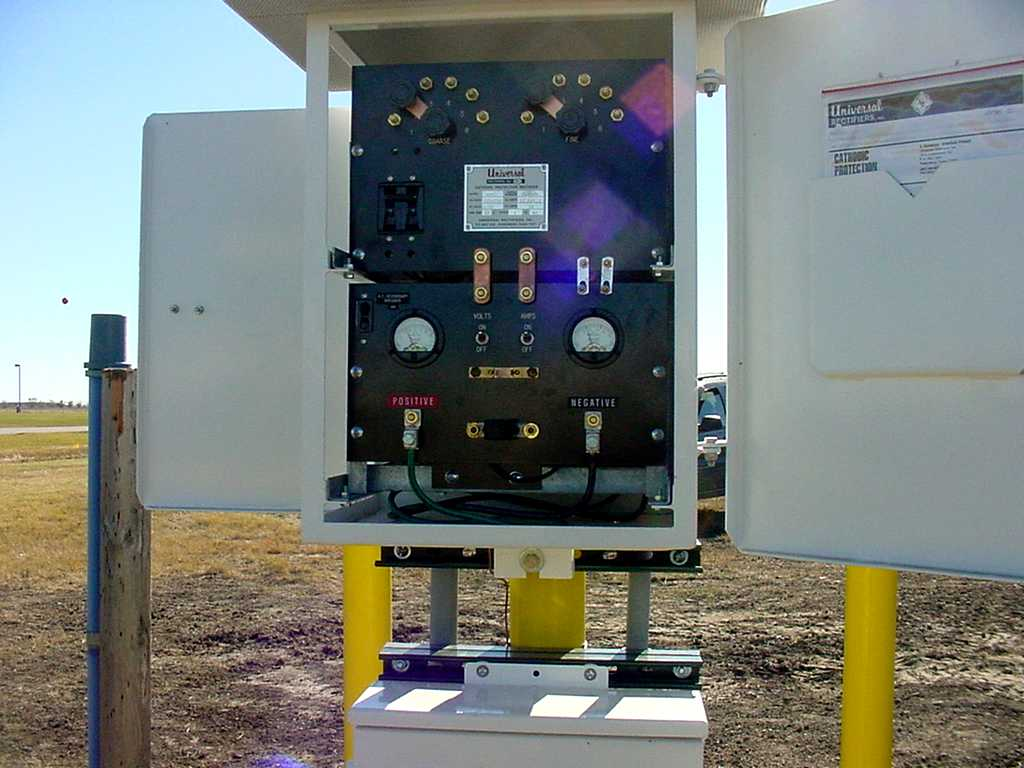
Consola eléctrica para um sistema de protecção catódica por corrente impressa

Existem várias maneiras de reduzir e prevenir esta forma de corrosão
- Isolar electricamente os dois metais. Se não existir contacto eléctrico, não ocorre o par galvânico. Isto pode ser alcançado usando materiais não-condutores colocados entre metais de potenciais eléctricos padrão distintos. As tubagens podem ser isoladas colocando um tubo de plástico ou interiormente isolado com um revestimento e com comprimento suficiente para ser eficaz. Por motivos de segurança não se deve fazer isso quando exista um sistema de ligação à terra que utilize a tubagem para este fim.
- Embarcações metálicas ligadas a uma alimentação eléctrica desde terra, têm normalmente o casco ligado à terra por razões de segurança. No entanto, a extremidade dessa ligação à terra é quase de certeza um varão de Cobre enterrado algures nas instalações portuárias, resultando numa “bateria cobre-aço de cerca de 0.5V. Nestes casos, a utilização de um isolamento galvânico é essencial. Para tal utilizam-se dois díodos em série. Isto previne qualquer fluxo de corrente enquanto a voltagem aplicada é menor que 1.4V (0.7V por díodo), mas permite um fluxo total de corrente no caso de uma avaria eléctrica. No entanto poderá ocorrer uma diminuta fuga de corrente através dos díodos, a qual pode resultar numa corrosão um pouco mais rápida que o normal.
- Garantir que não ocorre contacto com o electrólito. Isto pode ser alcançado com compostos repelentes de água como as Massas Consistentes ou por revestir os metais com uma camada protectora impermeável, tal como um tinta, verniz ou plástico adequado. Se não for possível revestir ambos os metais, o revestimento devera incidir no mais nobre (O material com maior potencial de electrodo). No caso de algum dano no revestimento, existirá uma grande área catódica e uma pequena área anódica, e, para a área exposta anódica, a velocidade de corrosão será elevada.
- Utilizar uma massa antioxidante e benéfico para prevenir a corrosão entre o conectores eléctrico de Cobre e Alumínio. A massa consiste num material de mais baixa nobreza que o Alumínio ou Cobre.
- Escolha de materiais que possuam electropotenciais similares. Quanto mais aproximados menos a diferença de potencial e por isso menor a corrente galvânica.
- Galvanoplastia com outro metal mais nobre também pode ajudar, pois a sua resistência à corrosão é maior. Crómio, Níquel, Prata ou Ouro podem ser usados. A Galvanização com Zinco protege o aço do metal base através da acção anódica sacrificial
- Proteção catódica, que utiliza um ou mais ânodos de sacrifício fabricados num metal menos nobre (mais activo) que o metal base que se deseja proteger. As ligas comummente usadas para ânodos de sacrifício são o Magnésio, Zinco ou Alumínio. A Proteção catódica usa-se na protecção de estruturas enterradas, imersas ou na protecção do par metálico Casco de Ferro-Hélice de Bronze nos navios e embarcações.
- Proteção catódica por Corrente impressa, em que a um ânodo é aplicada uma corrente directa proveniente de um fonte de alimentação. Esta corrente anula a corrente galvânica corrosiva e é usada em navios de grande porte.

## Artigos relacionados
Corrosão

Galvanização

Proteção catódica

Ânodo galvânico

## Referencias
1. ↑  M. Houser, Corrosion Control Services, Inc., introduction handbook
2. ↑  Corrosion Doctors  (Retrieved January 2011)
3. ↑  Copper.org  (Retrieved January 2011)
4. ↑  Bryant, Arthur (1935).  Macmillan, ed. Samuel Pepys: The Years of Peril. Cambridge: [s.n.] p. 370
5. ↑  «Galvanic corrosion... What it is and how to fight it». Hearst Magazines Inc. Motorboating. 82 (1): 50 julho de 1948
6. ↑  «CLI Houston». Consultado em 1 de janeiro de 2011
7. ↑  Trethewey & Chamberlain (1988). «Historic Corrosion Lessons». Corrosion Doctors. Consultado em 27 de fevereiro de 2014
8. ↑  David Axe. «Builder Blames Navy as Brand-New Warship Disintegrates»
9. ↑  «Water»Hemat, R.A.S. Editor: Urotext. ISBN 1-903737-12-5. p. 826